# Cultivo de soja en Argentina

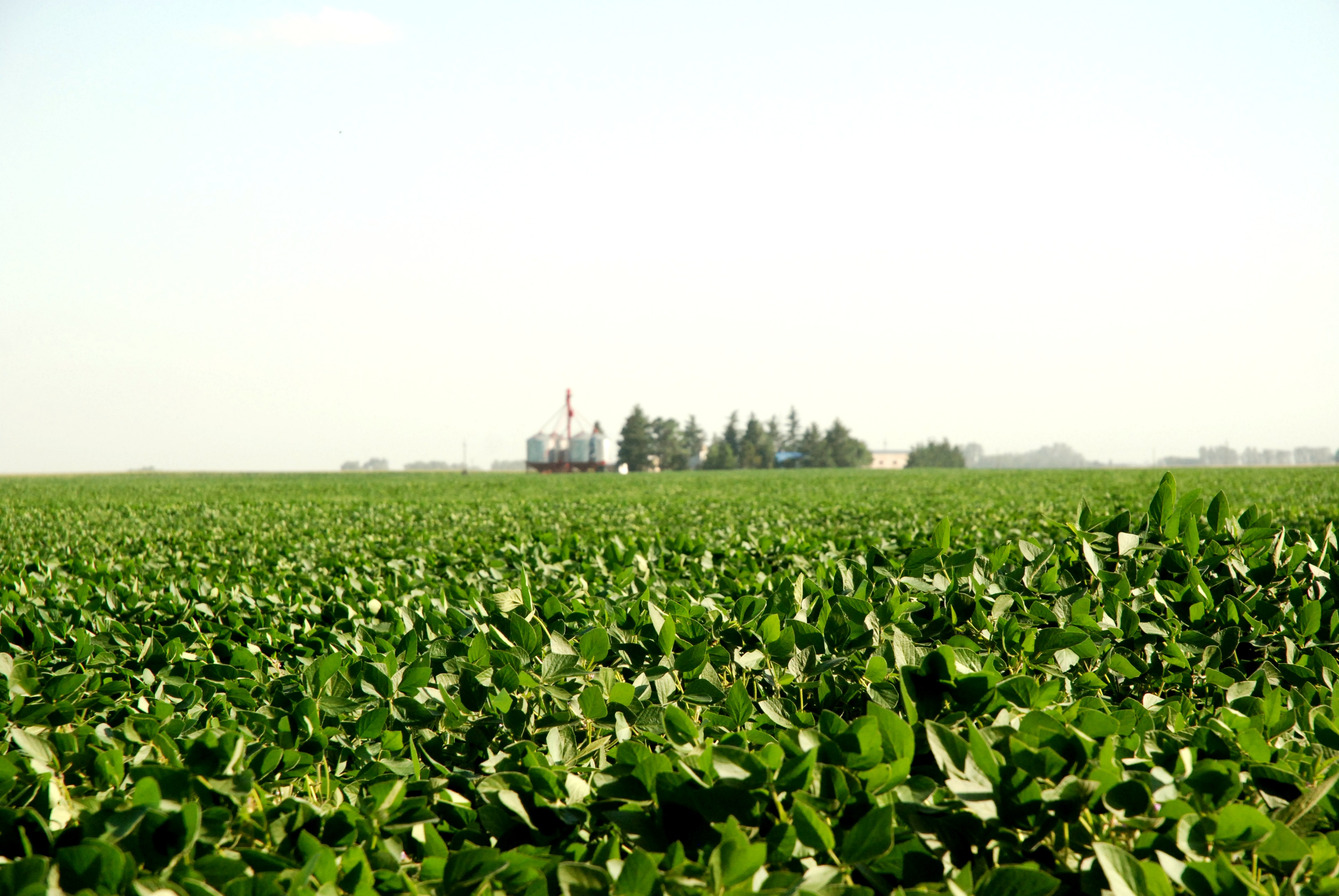
Campo de soja en Junín, provincia de Buenos Aires

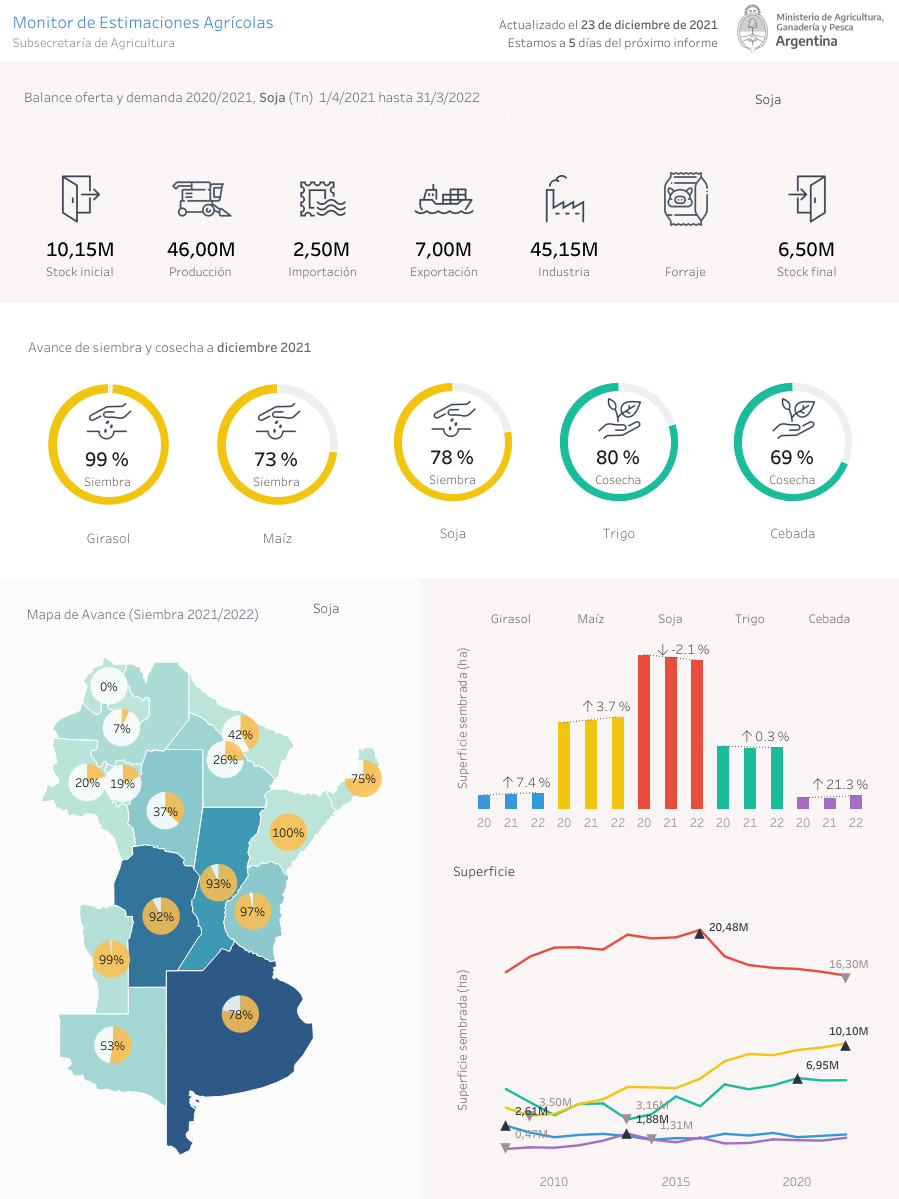
Monitor de cultivos de granos en Argentina. Según datos del Ministerio de Agricultura, Ganadería y Pesca, el pico de hectáreas sembradas con soja fue en la campaña 2015-2016, con más de 20 millones de hectáreas de soja cultivadas.

El cultivo de soja en Argentina es uno de los principales cultivos en la economía argentina. La expansión del cultivo de soja en Argentina forma parte del proceso de «sojización» y del boom de las materias primas que tuvo lugar a comienzos de la década del 2000.
El cultivo de soja ha desplazado a otros actividades agrícolas tradicionales. Por ejemplo, ha reducido el número de cabezas de ganado vacuno de 65 millones a 48.6 millones y el lanar de sesenta millones de cabezas en 1970 a 12.5 millones. 
Toda la producción rural incluido el sector forestal, representaba en 2007 el 5.61 % del PBI total, empleando un 5 % (325 000) del total de trabajadores registrados (formales) en el país. Sin embargo, las oleaginosas (soja y girasol), los cereales (maíz y trigo) y la carne bovina, constituyen sumadas el 18.2 % del total de las exportaciones, a la vez que las manufacturas de origen agropecuario (MOA) constituyen poco más de la mitad del total de las manufacturas exportadas.

## Historia
Las primeras plantaciones de soja en Argentina se hicieron en 1862, pero no encontraron eco en los productores agrícolas de aquellos años. En 1925, el ministro de Agricultura Tomás Le Breton, introdujo nuevas semillas de soja desde Europa y trató de difundir su cultivo, conocido en esa época entre los agrónomos del Ministerio como «arveja peluda» o «soja híspida». Hacia 1956 en la Argentina no se conocían aún los aspectos básicos de la soja como cultivo. Los fracasos en la implantación hicieron que fuese considerada para esa época como cultivo «tabú». La primera vez que Argentina exportó soja fue el 5 de julio de 1962, a través del buque «Alabama», que partió en esa fecha llevando en su interior seis mil toneladas con destino a Hamburgo. Su producción se incrementó notoriamente en los años 70 hasta alcanzar una producción de 55.5 millones de toneladas en la campaña 2013/14 y en la campaña 2014/15 de 60.8 millones de toneladas con una superficie cosechada de 19.1 millones de hectáreas. La Argentina es el tercer productor mundial de este grano, el primer exportador mundial de aceite de soja y el segundo de harina de soja. La soja representa el rubro de exportación de mayor incidencia en el Producto Bruto Agropecuario del país, y el mayor generador de divisas.[cita requerida] Actualmente el cultivo de soja ocupa una amplia zona ecológica que se extiende desde los 23° (en el extremo norte del país) a los 39° de latitud sur, concentrándose principalmente en la Región Pampeana. Santa Fe, Córdoba y Buenos Aires representan las provincias de dicha región con mayor producción por área sembrada y magnitud de rendimientos.

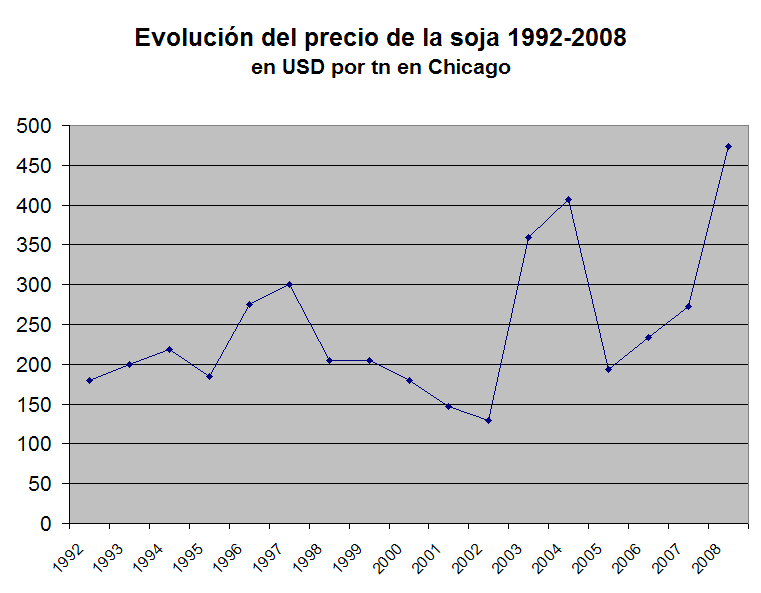
Precio de la soja 1992-2008. El último año el precio aumentó 86 %. El 13 de junio de 2008, el precio de la soja alcanzó un nuevo récord, llegando a 573 USD para el mes de agosto, es decir un 27 % desde el 1 de enero.

En el 2008, la alta rentabilidad derivada del incremento excepcional de los precios internacionales de la soja, llevó a los empresarios agropecuarios a volcarse progresivamente hacia la siembra de soja transgénica, en un proceso denominado de «sojización», que llevó al país a convertirse en el tercer productor mundial de soja en bruto y el primero de aceite de soja. Este proceso es en gran medida controlado por grandes grupos económicos organizados en Aapresid (Asociación de Siembra Directa de Soja), ACSoja (Asociación de la Cadena de la Soja) y la Cámara de la Industria Aceitera (CIARA). La soja es una planta originaria de China, de muy alto valor proteico (cercano al 35 %), capaz por lo tanto de reemplazar a las carnes en las dietas, además de ser la materia prima del aceite de soja, el aceite de mayor producción en el mundo, de la harina de soja y de pellets de alimentos balanceados. También se utiliza para producir plásticos y biocombustibles.
El aumento del precio de la soja en el curso de la primera década del siglo XXI, si bien resulta extraordinario al igual que el del petróleo, es parte de un aumento general del precio de las materias primas, que ha abierto un considerable proceso de inflación internacional, y llevado a un preocupante encarecimiento del costo de vida y de los alimentos en particular. De manera simultánea, los países productores de esas materias primas, han contado con la posibilidad de obtener ganancias inusuales en el mercado mundial, revirtiendo en algunos casos, como el de la Argentina, tendencias de varias décadas.

## Producción

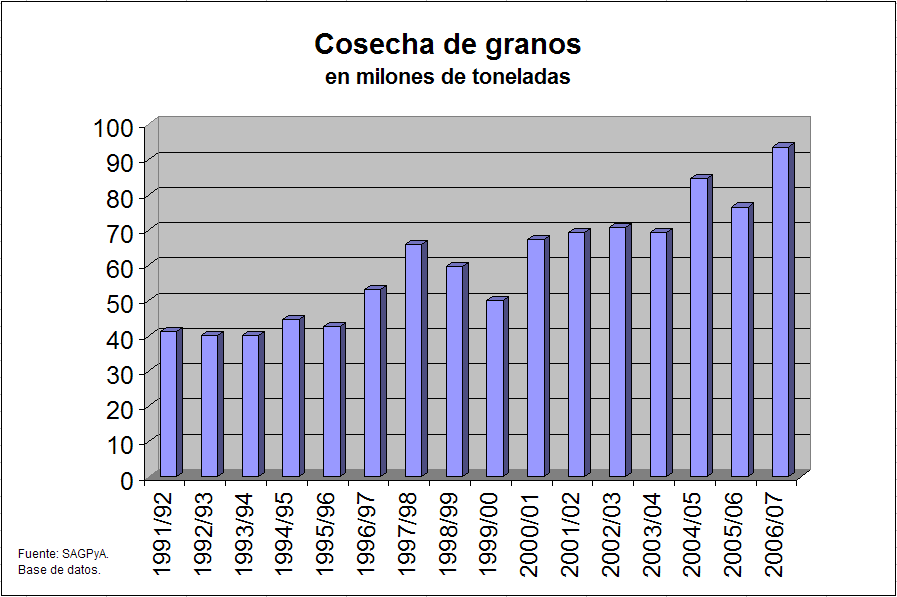
Aumento de la producción de granos en la Argentina. La cual pasó de 41 millones de toneladas en 1991/92 a 93 millones en 2006/07, lo que representa un aumento del 127 % en quince años. La mitad corresponde a la soja.

La producción de soja pasó de 11 004 890 toneladas en la campaña 1996/1997 a 47 482 784 en la campaña 2006/2007, récord histórico que implica un 431 % de crecimiento en la década. Para la campaña 2007/2008, que finaliza durante el mes de mayo, se esperaba otra cosecha extraordinaria, con récord de superficie implantada (16.5 millones de hectáreas) y un poco por debajo del récord del año anterior (46.5 millones de toneladas).
En general, el «boom de la soja» es acompañado de manera secundaria por el girasol, otra oleaginosa como la soja, con altos rendimientos económicos. En el caso de los cereales, los indicadores económicos del trigo y el maíz resultan menos uniformes, ya que ambos han visto reducida la superficie sembrada, sobre todo para el trigo, y aunque en la década 1996-2006, la producción sumada de ambos registró un crecimiento de treinta a cincuenta millones de toneladas (66 % en una década), el trigo registró una importante caída en 2006/2007, que llevó al Gobierno a suspender las exportaciones con el fin de asegurar el abastecimiento de la población. De la mano del crecimiento del «campo», la venta de maquinaria agrícola creció de 18 908 a 28 028 unidades entre 1996 y 2007, es decir un 48.2 %.
En 2007 la Argentina estaba ubicada como primer exportador mundial de aceite y residuos de la soja, el primero también en aceite de girasol, el segundo de maíz, el tercero de soja, y el quinto exportador de trigo. Entre los granos, el trigo fue el cultivo que más retrocedió, en cuánto a superficie sembrada, cayendo casi a la mitad en una década, pasando del 30 % en 1996/97 al 18 % en 2006/2007.
En las exportaciones de origen agrario, la mitad son granos sin manufacturación (50.53 %), en tanto que la otra mitad son subproductos manufacturados, como harina y pellets (39.44 %) y aceites vegetales (10.03 %). El principal comprador es China, adonde se dirigieron el 24.31 % de los granos (todo soja) y el 29.53 % de los aceites, en tanto que los subproductos fueron adquiridos principalmente desde la Unión Europea. La mayor parte de los embarques se realizan en puertos de lo que se denomina el «up-río» (‘río arriba’), es decir aquellos ubicados sobre el río Paraná, entre Arroyo Seco, en el extremo sur de la provincia de Santa Fe, hasta Timbúes, 35 km al norte de Rosario, también en la provincia de Santa Fe. Entre las empresas exportadoras, el ranking es liderado por Cargill, que concentra el 21 % del total agrario, y en segundo lugar Bunge, con un 14 %.

## Causas
La producción de granos, liderada por la soja, aumentó su rendimiento económico de manera sustancial, a través de cuatro vías: aumento del área sembrada y de la productividad, aumento del precio internacional, sobrevaluación del dólar en Argentina y desendeudamiento.
- Area sembrada y productividad: resultó decisivo el uso de semillas transgénicas (soja y maíz), el sistema de siembra directa, el silo bolsa, la intersiembra y la reducción de costos derivados de la utilización de pools de siembra y arrendamiento de grandes superficies.[17] El área sembrada con granos pasó de 19.8 millones de hectáreas en 1991/1992 a 30.7 millones en 2006/2007 (54 % de aumento). A su vez el rendimiento de la soja para el período 1990/2000 fue de 2.23 toneladas por hectárea cosechada, el promedio para 2000/2007 fue de 2.66 lo que significa un aumento del 18 % para la década actual. Si se toma en cuenta solamente el rendimiento de la campaña 2006/2007 (2.97 tn/ha), la mejora en productividad de la tierra alcanzó el 33.4 % con respecto de los años noventa.[11] Por su parte, el maíz registró un aumento que fue de un promedio de 4.33 tn/ha en el período 1991/92-1996/97, a 6.58 tn/ha en el período 2001/02-2006/07, lo que implica una mejora de 58 %; y si se toma solamente la campaña 2006/2007 la mejora en productividad fue de 75 %.[11]

- Precio internacional: los precios se establecen principalmente en la Bolsa de Chicago (Chicago Board of Trade), donde se utiliza como unidad de medida el bushel, aunque la mayor parte de la bibliografía en español traslada los precios a dólares por tonelada. Entre 1992 y 2002, el precio de la soja en la bolsa de Chicago, osciló en torno de los doscientos dólares por tonelada, con un pico de trescientos dólares en 1997 y una caída máxima en 2002, a ciento treinta dólares por tonelada. A partir de entonces la soja volvió a aumentar por influencia de la demanda de China,[18] a la que se sumó la afluencia de fondos especulativos derivados de la crisis hipotecaria de 2007 en los Estados Unidos,[19] registrando dos grandes subidas en 2003-2004 (213 %) y en 2006-2008 (160 %), para ubicarse en este último año en torno de los quinientos dólares por tonelada.[20] El 13 de junio de 2008, el precio de la soja alcanzó un nuevo récord, llegando a 573 USD para el mes de agosto, es decir un 27 % desde el 1 de enero.[8]

- Sobrevaluación del dólar: desde 2002 el Gobierno adoptó una política de sobrevaluación del dólar de aproximadamente la mitad de su valor de mercado, que beneficia a los exportadores con un ingreso adicional del mismo porcentaje.[21] Se trata de una política de signo inverso a la adoptada en los años noventa, cuando debido a la política de Ley de convertibilidad, el dólar se mantuvo subvaluado en un porcentaje promedio del 30 %.[21] Adicionalmente, en los años noventa, el Gobierno había establecido un dólar diferencial para comprar insumos, que resultaba más alto que el establecido para liquidar la producción, que también fue dejado sin efecto.[22]

- Desendeudamiento: El levantamiento de las deudas hipotecarias de los productores ha sido considerado un factor decisivo para el desarrollo del campo luego de los años noventa y la crisis de 2001.[17] En 2005, luego de un reclamo de la Federación Agraria Argentina, el Gobierno del presidente Néstor Kirchner, ordenó la refinanciación una deuda de 663.8 millones de pesos (220 millones de dólares), contraída por 12 178 pequeños productores agropecuarios, que representaban el 54 % de los morosos del sector agropecuario con el Banco Nación. Estas deudas habían sido contraídas en los años noventa, y según la FAA fue el factor decisivo para el desplazamiento de gran cantidad de productores.[23]

## Controversias
Existe un debate sobre el proceso de «sojización» de la producción agropecuaria y sus límites.[cita requerida] Algunos sectores lo han cuestionado, por su impacto en la desertificación, la deforestación, la tendencia hacia el monocultivo, las amenazas ecológicas derivadas de los productos transgénicos, y la crisis de importantes sectores de la producción rural, en especial la carne y la leche. Desde otro punto de vista, quienes defienden el proceso de sojización, sostienen que es la soja el principal producto demandado por el mercado internacional, y que si la Argentina no lo produjera, hubiera sido imposible producir el salto productivo que dio el campo argentino.[cita requerida]
A comienzos de 2008, Enrique Martínez, presidente del Instituto Nacional de Tecnología Industrial (INTI), publicó un análisis sobre el conflicto agrario, señalando las altas tasas de rentabilidad en el sector sojero y de granos en general, y el ingreso masivo del capital financiero, analizando el rol de las retenciones y otras medidas de desconcentración económica y promoción de los pequeños productores. La investigación del INTI también reveló la novedad de la aparición de gran cantidad de propietarios rurales que han tomado la decisión de arrendar sus tierras a los grandes grupos económicos, a cambio de una renta no menor al 15 %; en 2008, un arrendamiento de trescientas hectáreas para el ciclo sojero está valuado en 180 000 dólares, mientras que el capital con el que cuenta un propietario de cien hectáreas en el sur de Santa Fe, supera el millón de dólares.

### Concentración de la tierra

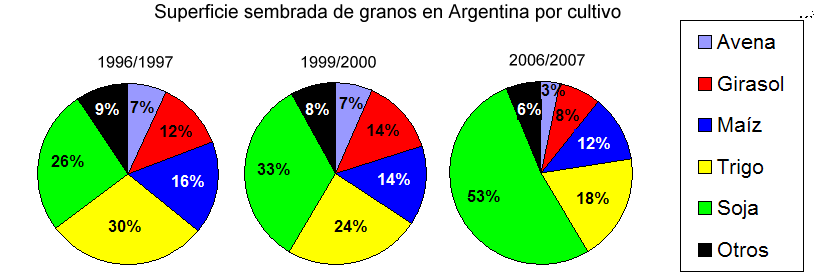
Porcentaje de hectáreas dedicadas a cada cultivo (granos) en Argentina. Se puede ver como la soja (en verde) aumenta sostenidamente su presencia, mientras que todo el resto disminuye.

La «sojización» del campo argentino estuvo acompañada de profundas transformaciones de la estructura de tenencia de la tierra y los sistemas de producción. Estas transformaciones están lideradas por la aparición de dos nuevas formas de producción rural, los grandes grupos económicos agrarios y los pooles de siembra, vinculados a su vez con las grandes empresas exportadoras, y las empresas agroindustriales.
Las políticas macroeconómicas aplicadas desde 1976 condujeron a un proceso de aumento de la concentración de la tierra.[cita requerida] Entre 1966 y 2002 desapareció la mitad de los productores, de 650 000 a menos 330 000, llegando a concentrarse el 49.7 % de la tierra (la mitad de la superficie del país) en 6900 propietarios, más de cuarenta millones de hectáreas (el 14 % del territorio nacional) pasaron a manos extranjeras en dicho período incluidas áreas de frontera, cursos de agua y zonas estratégicas.
Los grandes grupos económicos agrarios comenzaron a aparecer a fines de los años ochenta, consolidándose en los noventa, en consonancia con la disolución de la Junta Nacional de Granos. Se trata de productores rurales que abandonaron el sistema tradicional de la estancia, de raíz colonial, para organizar empresas rurales integradas (siembra, cosecha, acopio y comercialización), con utilización intensiva de la informática y la biotecnología, y aplicación de técnicas empresariales modernas, como la tercerización, la profesionalización de la gestión y la innovación productiva. Entre estas empresas se destacan grupos multinacionales, que actúan en una gran región agraria subcontinental que abarca Argentina, Bolivia, Brasil, Paraguay y Uruguay, como Los Grobo, Adecoagro (antiguamente del magnate George Soros y ahora de diferentes fondos de pensión), Cresud del grupo Elsztain, el grupo Bemberg, el grupo Werthein y El Tejar.
Los denominados «pooles de siembra» son fideicomisos transitorios a través de los cuales se reúnen grandes masas de capitales financieros, tierras y recursos, para ganar poder de mercado y capacidad de influir sobre los precios de la cadena. Aparecieron precariamente en los años noventa, para desaparecer durante la recesión de 1998-2002; pero luego de 2003, con la recuperación de la economía argentina, volvieron a aparecer para instalarse sólidamente. Aunque no se encuentran bien individualizados, se estima que existen al menos treinta grandes pooles de siembra con un promedio de 70 000 hectáreas cada uno, que concentran aproximadamente un 7 % de la superficie total sembrada con granos. Por otro lado, solo en Entre Ríos, actúan 68 pooles de siembra administrados desde fuera de la provincia.
Los pools de siembra permitieron el ingreso masivo de sectores ajenos al campo, sobre todo financieros, en la producción agropecuaria y modificaron sustancialmente el régimen de tenencia de la tierra, al convertirse en grandes arrendatarios y provocar que una gran cantidad de productores agropecuarios propietarios de sus tierras, abandonen la producción para volverse rentistas.
El auge de los pools de siembra ha sido defendido por su capacidad para crear economías de escala en el campo, sobre todo desde el sector financiero.

Tenemos (con Gustavo Grobocopatel) conceptos muy diferentes. A nosotros nos preocupa el modelo de los fideicomisos financieros, pooles de siembra y fondos de inversión, que avanza de manera muy preocupante, concentrando tierras y desplazando a productores muy tradicionales… No se trata de demonizar a Gustavo Grobocopatel. Sino que es la lógica que su empresa representa y promueve. Que es el contrato por cosecha, con escasa reposición de nutrientes, dificultad para la rotación, deterioro del recurso natural, falta de planificación y problemas en los pueblos, porque si no hay diversificación no hay empleo.
Eduardo Buzzi, presidente de la Federación Agraria Argentina.

[cita requerida]
En sentido contrario, la Sociedad Rural de General Pico (integrante de CARBAP y por ello de Confederaciones Rurales Argentina), ha declarado:

Gracias a su relación económica con los pooles, una gran cantidad de productores dejó de estar expuesta al creciente riesgo de «sembrar y ver qué pasa». Amarga y triste fue la experiencia de quienes tuvieron resultados negativos con sus cosechas, se endeudaron cada vez más con un sistema financiero que no los protege, y terminaron expulsados judicialmente de sus campos. Hoy se puede decir que el productor que alquila su campo a un pool tiene su patrimonio a salvo y no recurre al sistema bancario… Gracias a la presencia de los pooles y los valores que pagaron y siguen pagando por el alquiler de las tierras, los pequeños y medianos productores han podido conservar sus campos.
Sociedad Rural de General Pico.

A fines de 2007, la provincia de Entre Ríos estableció un impuesto a los pooles de siembra que tengan domicilio fuera de la provincia. Como resultado de este impuesto, quedaron gravados 68 pooles de siembra, que deben abonar el 3 % del impuesto inmobiliario. El nuevo impuesto fue apoyado por la Federación Agraria Argentina. Paralelamente al crecimiento de los grandes grupos empresarios agrícolas y de los pools de siembra, los pequeños y medianos productores organizados según el modelo tradicional de la chacra, comenzaron a arrendar sus tierras a aquellos, a cambio de una renta fijada en el valor de la cosecha.

Muchos productores se encuentran acorralados por los pool de siembra, que reemplazaron a los terratenientes. Le ofrecen arrendarles esas tierras, por lo que cada vez existe menos gente de campo trabajando sus propias tierras.
Alejandro Krumm, Federación Agraria Argentina.

### Paro agropecuario patronal en Argentina de 2008
El paro patronal agropecuario en Argentina de 2008 fue un extenso conflicto en el que el sector agropecuario argentino tomó medidas de acción directa contra la Resolución n.º 125/2008 emitida durante la presidencia de Cristina Fernández de Kirchner, que establecía un sistema móvil para las retenciones impositivas a las exportaciones de soja, el trigo y el maíz.
La medida patronal se extendió por 129 días, desde el 11 de marzo de 2008 hasta el 18 de julio del mismo año. Al conflicto se le sumó un paro de los empresarios transportistas con bloqueo de rutas, que agravó la situación y el abastecimiento de las ciudades. El proceso tuvo una alta politización, el oficialismo, parte de la oposición, periodistas y dirigentes de derechos humanos denunciaron que tenía fines «golpistas», mientras que los organizadores lo negaron.
Durante el conflicto se produjo la renuncia del ministro Lousteau, autor de la Resolución 125, cuestionada por los empresarios rurales, pero también por sectores del gobierno y la oposición. Posterior a la renuncia del ministro, el 17 de junio de 2008, la presidenta Fernández de Kirchner, envió al Congreso un proyecto de ley sobre las retenciones a las exportaciones de granos y las compensaciones a los pequeños productores, con el fin de que fuera el Poder Legislativo el que resolviera en definitiva la situación. Luego de ser aprobado por la Cámara de Diputados, el proyecto tuvo una votación empatada en el Senado, razón por la cual debió desempatar el vicepresidente de la Nación, Julio Cobos, quien lo hizo negativamente en la madrugada del 17 de julio de 2008. Al día siguiente, la presidenta de la Nación ordenó dejar sin efecto la Resolución 125/08.

## Impacto ambiental
El cultivo de soja en Argentina tiene varias consecuencias a nivel ambiental.

### Deforestación
La deforestación en Argentina es una de las principales causas de degradación de ambientes, aumento de inundaciones y de pérdida de biodiversidad. Según estimaciones de la FAO, la tasa de deforestación en Argentina es de un 0.8 % de deforestación anual, una de las más altas de América del Sur.Las prácticas de estos sectores no incluyen técnicas de conservación y regeneración, por lo que su estrategia es talar y deforestar hasta agotar el recurso.
La tasa de deforestación es actualmente de un promedio de 1.1 millones de hectáreas anuales. El 80 % de la deforestación en Argentina se concentra en cuatro provincias: Santiago del Estero, Salta, Formosa y Chaco. La región chaqueña es la más afectada por la deforestación y Santiago del Estero es la provincia argentina donde más se ha deforestado. Durante 2020, a pesar de la pandemia por el coronavirus, la tasa de deforestación aumentó con respecto al 2019.